# セントラル・ホッケー・リーグ
セントラル・ホッケー・リーグ（英語: Central Hockey League（CHL））は、アメリカ中部で展開していたアイスホッケーリーグ。アメリカン・ホッケー・リーグの下部リーグである。

## 歴史
1992年に設立。当初は6チームだったが、2001年にWPHLと、2010年6月にインターナショナル・ホッケー・リーグと統合した。
2014年には競合する同じマイナーリーグのECHLとの合併により消滅した。
リーグ優勝チームには設立者を冠にしたレイ・マイアン・プレジデンツ・カップが授与されていた。

## レイ・マイアン・プレジデンツ・カップ歴代優勝チーム
| シーズン  | 優勝 (回数)                                  | ファイナル | 準優勝                                   |
| --------- | -------------------------------------------- | ---------- | ---------------------------------------- |
| 1992-93   | タルサ・オイラーズ (1)                       | 4–1        | オクラホマ・シティ・ブレイザーズ         |
| 1993-94   | ウィチタ・サンダー (1)                       | 4–0        | タルサ・オイラーズ                       |
| 1994-95   | ウィチタ・サンダー (2)                       | 4–2        | サン・アントニオ・イグアナス             |
| 1995-96   | オクラホマ・シティ・ブレイザーズ (1)         | 4–3        | サン・アントニオ・イグアナス             |
| 1996-97   | フォート・ワース・ファイヤー (1)             | 4–3        | メンフィス・リバーキングス               |
| 1997-98   | コロンブス・コットンマウス (1)               | 4–0        | ウィチタ・サンダー                       |
| 1998-99   | ハンツビル・チャンネル・キャッツ (1)         | 4–2        | オクラホマ・シティ・ブレイザーズ         |
| 1999-2000 | インディアンポリス・アイス (1)               | 4–3        | コロンブス・コットンマウス               |
| 2000-01   | オクラホマ・シティ・ブレイザーズ (2)         | 4–1        | コロンブス・コットンマウス               |
| 2001-02   | メンフィス・リバーキングス (1)               | 4–1        | オースティン・アイス・バッツ             |
| 2002-03   | メンフィス・リバーキングス (2)               | 4–1        | オースティン・アイス・バッツ             |
| 2003-04   | ラレード・バックス (1)                       | 4–3        | ボシアー＝シュリーブポート・マッドバグス |
| 2004-05   | コロラド・イーグルス (1)                     | 4–1        | ラレード・バックス                       |
| 2005-06   | ラレード・バックス (2)                       | 4–1        | ボシアー＝シュリーブポート・マッドバグス |
| 2006-07   | コロラド・イーグルス (2)                     | 4–2        | ラレード・バックス                       |
| 2007-08   | アリゾナ・サンドックス (1)                   | 4–0        | コロラド・イーグルス                     |
| 2008-09   | テキサス・ブラフマーズ (1)                   | 4-1        | コロラド・イーグルス                     |
| 2009-10   | ラピッド・シティ・ラッシュ (1)               | 4-3        | アレン・アメリカンズ                     |
| 2010-11   | ボシアー＝シュリーブポート・マッドバグス (1) | 4-3        | コロラド・イーグルス                     |
| 2011-12   | フォート・ウェイン・コメッツ (1)             | 4-1        | ウィチタ・サンダー                       |
| 2012-13   | アレン・アメリカンズ (1)                     | 4-3        | ウィチタ・サンダー                       |
| 2013-14   | アレン・アメリカンズ (2)                     | 4-1        | デンバー・カットスローツ                 |